# Alfonso Benavides
Alfonso Benavides, född den 9 mars 1991 i Pollença, Spanien, är en spansk kanotist.
Han tog bland annat VM-brons i C-1 200 meter i samband med sprintvärldsmästerskapen i kanotsport 2011 i Szeged. Efter att Jevgenij Šuklin blivit diskvalificerad för doping så blev Benavides tilldelad ett OS-brons i C-1 200 meter vid olympiska sommarspelen 2012 i London.
Vid de olympiska kanottävlingarna 2016 i Rio de Janeiro kom Benavides på en fjärdeplats i C-1 200 meter.